# John Williams (Gitarrist)

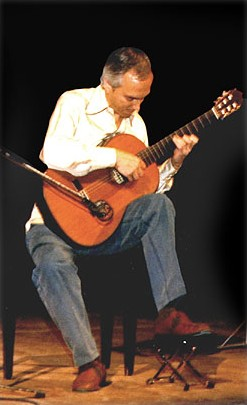
John Williams, 1986

John Christopher Williams (* 24. April 1941 in Melbourne) ist ein australischer Gitarrist.

## Leben
John Williams lernte Gitarre von seinem Vater Len. 1952 zog die Familie nach London. Dort lernte er den Gitarristen Andrés Segovia kennen. Dieser nahm Williams zum Schüler und schickte ihn fünf Jahre auf die Academia Musicale di Siena. Später studierte Williams am Royal College of Music Klavier und Musiktheorie.
1958 gab er sein Debüt in der Londoner Wigmore Hall.
John Williams spielt ein sehr breites Spektrum von Musik aller möglichen Stilrichtungen der klassischen Gitarre, Jazz und Rock. Im Juli 1969 trat er gemeinsam mit Barney Kessel in Ronnie Scott’s Jazz Club auf. Er trat sehr oft gemeinsam mit Julian Bream auf. 1975 veröffentlichte er sein Album mit eigenen Bearbeitungen von Bachs Lautenwerk. Zwischen 1978 und 1984 spielte er auch in der Band Sky, die Titel der klassischen Musik in die Rockmusik adaptierte. 1996 gewann er den Klassik-Echo in der Kategorie Kammermusik-Einspielung des Jahres für seine CD Agustín Barrios – The Great Paraguayan.
Williams verwendete bei seinen Konzerten und Aufnahmen Gitarren von Paulino Bernabe, Greg Smallman sowie Ignacio Fleta. 2014 zog er sich von der Konzertbühne zurück.
Die Jazzpianistin Kate Williams ist seine Tochter.

## Diskografie (Auswahl)
- 1971: Maria Farantouri – John Williams – Songs of Freedom
- 1975: John Williams Plays Bach. The Complete Lute Music on Guitar
- 1979: Sky[5]
- 1981: Albéniz: Echoes of Spain – John Williams (erste Digitalaufnahme, 1983 als CD erschienen)
- 1990: Spanish Guitar Music – John Williams (UK: Gold)[6]
- 1994: The Seville Concert – John Williams
- 1995: Agustín Barrios – The Great Paraguayan – John Williams plays Barrios
- 2001: The Magic Box – John Williams and Friends, mit Francis Bebey
- 2006: España – Meisterstücke für klassische Gitarre